# DREAM48
DREAM48（ものまねAKB）は、2015年7月に結成されたAKB48のものまねユニット。

## 解説
フジテレビ爆笑そっくりものまね紅白歌合戦スペシャルの出演者であるものまねAKB48のメンバーと、日本テレビものまねグランプリの出演者であるものまねAKB48のメンバーで構成されている。主な活動はそっくり館キサラに出演。全国各地のショッピングモールなどのお祭りや競輪場、競馬場、競艇場などのイベントでものまねショーをしていた。2018年にはAKB48グループ感謝祭〜ランクインコンサート・ランク外コンサート〜に出演した。2019年4月にユニットは解散した。

## メンバー
- 前田敦子のそっくりさん田辺麗圭
- 大島優子のそっくりさん柘植みさき
- 篠田麻里子のそっくりさん宮妃彩
- 指原莉乃のそっくりさん本日は晴天なり
- 高橋みなみのそっくりさん
- 柏木由紀のそっくりさん